# Estádio GNP Seguros
O Estádio GNP Seguros (anteriormente chamado de Foro Sol) é um estádio de basebol construído em 1993, dentro do Autódromo Hermanos Rodríguez, na Cidade do México. Possui duas arquibancadas fixas com capacidade para 37.500 pessoas e uma grande esplanada para outras 26.000. Localiza-se próximo ao Aeroporto Internacional Benito Juárez e em frente ao Palacio de los Deportes. É operado pelo Grupo CIE.
Apesar de concebido para receber concertos musicais, desde 2000 é usado como estádio de beisebol. É a casa dos Diablos Rojos del México, da Liga Mexicana de Béisbol.

## Concertos notáveis
O local recebeu grandes atrações da música pop, começando com a cantora estadunidense Madonna, com seu turnê The Girlie Show World Tour em 1993. Em 1997, a banda de rock irlandesa U2 se apresentou nos dias 2 e 3 de dezembro como parte da turnê PopMart, shows que foram gravados e lançados em VHS, DVD e, posteriormente, remasterizados em Blu-ray. Lana Del Rey, que se apresentou nos dias 15 e 16 de agosto de 2023, em promoção do álbum Did You Know That There's a Tunnel Under Ocean Boulevard, a cantora estadunidense Taylor Swift, que levou sua turnê The Eras Tour para o Estádio GNP Seguros entre os dias 24, 25, 26 e 27 de Agosto de 2023, para um público de 260 mil pagantes. Depois disso, recebeu a banda britânica Depeche Mode, pela turnê mundial do seu novo álbum Memento Mori nos dias 21, 23 e 25 de setembro de 2023. E também Madonna, que realizou show pelo local entre os dias 25, 27, 28 e 30 de Janeiro de 2024, arrastando cerca de 200 mil fãs. O Estádio GNP Seguros também recebeu a Soy Rebelde Tour, turnê especial da banda mexicana RBD em seis datas seguidas entre novembro e dezembro de 2023.